# 八王子市立恩方第一小学校
八王子市立恩方第一小学校（はちおうじしりつ おんがただいいちしょうがっこう）は、東京都八王子市下恩方町にある公立小学校。
2024年（令和6年）4月1日現在、生徒数162人、教員数30人である。

## 沿革
- 1873年（明治6年） - 恩方学舎設立。
- 1876年（明治9年） - 第1大学区第8中学区74番小学区恩方小学校と改称。
- 1888年（明治21年）9月 - 本校に高等科を併置し、高等尋常併設恩方小学校となる。
- 1892年（明治25年） - 学制変更により高等科を廃し、恩方尋常小学校と改める。
- 1908年（明治41年）4月 - 恩方第一尋常小学校と改称
- 1941年（昭和16年）4月 - 東京府南多摩郡恩方第一国民学校と校名変更
- 1947年（昭和22年）4月 - 東京都南多摩郡恩方村立恩方第一小学校と校名変更
- 1955年（昭和30年） - 八王子市立恩方第一小学校と改称
- 2017年（平成29年）4月 - 地域運営学校となる

（この節の出典：）